# Проєкт «Венона»
Проє́кт «Вено́на» (англ. Project VENONA) — кодова назва секретної спільної програми контррозвідки США та Великої Британії з криптоаналізу радянських шифрованих повідомлень, розпочата 1 лютого 1943 року і завершена 1 жовтня 1980 року. Проєкт дозволив оцінити масштаб діяльності радянської розвідки в США та інших країнах, а також встановити або підтвердити особистості багатьох агентів. Однак докази, отримані за допомогою «Венона», не могли бути пред'явлені в суді або широкій публіці, оскільки проєкт залишався засекреченим до середини 1990-х років. Тому деякі агенти не були судимі взагалі, вина інших не була доведена або оскаржувалася. «VENONA» — довільне кодове слово, яке не має значення, на початкових стадіях проєкту використовувалися й інші назви: Jade, Bride, Drug, поки не була обрана «Венона». В офіційних документах назва проєкту писалась великими літерами.

## Передісторія
З утворенням Комінтерну в 1919 році з'явилися перші передумови до створення відданих Радянському Союзу комуністичних партій по всьому світу, які б здійснювали частину діяльності нелегально, особливо в США. Це створювало зручну початкову базу по створенню розвідувальних мереж.
Першим серйозним попередженням владі США про радянське шпигунство можна вважати викриття розвідника Вальтера Кривицького, який, побоюючись репресій в СРСР, став у 1937 році неповерненцем. Зокрема, він викрив агентів — сестру і дружину секретаря компартії США Ерла Броудера. Наступні викриття колишніх шпигунів Віттекера Чемберса та Елізабет Бентлі, а також перебіжчика Ігоря Гузенко підтвердили картину розвиненого радянського шпигунства в США.
Після закінчення Другої світової війни і на тлі гучних викриттів і процесів, наприклад, справи Розенбергів про шпигунство за розробкою ядерної зброї, в США настала епоха маккартизму з постійним пошуком радянських шпигунів.
Архіви КДБ по зовнішній розвідці залишаються закритими, але в 1990 році начальник ПГУ Леонід Шебаршин визнав, що в СРСР були гарні джерела інформації у верхівці всіх військово-політичних груп в США. За деякими оцінками, внесок розвідки та вчених в розробку радянської ядерної зброї можна вважати приблизно рівним.
У зв'язку з цим відомості, отримані через проєкт «Венона», які дозволяють зазирнути всередину розвідки та підтвердити або спростувати підозри в шпигунстві і зраді, становлять великий інтерес. Оскільки перші відомості про «Венона» стали відомі широкій публіці лише в 1986 році, коли вийшли мемуари Роберта Лемфера, а офіційно були розкриті лише в 1995 році, вони представляють вже не оперативний, а історичний інтерес. Втім, деякі агенти до моменту публікації були ще живі, хоча і непідсудні.
Додатковий інтерес для історії комуністичного руху представляють опубліковані у Великій Британії отримані завдяки «Венона» секретні повідомлення, що показують ступінь контролю московського керівництва над Комінтерном. Так, після розпуску Комінтерну в 1943 році Москва висилає спеціальні інструкції, як тепер збирати розвіддані.

## Історія проєкту «Венона»

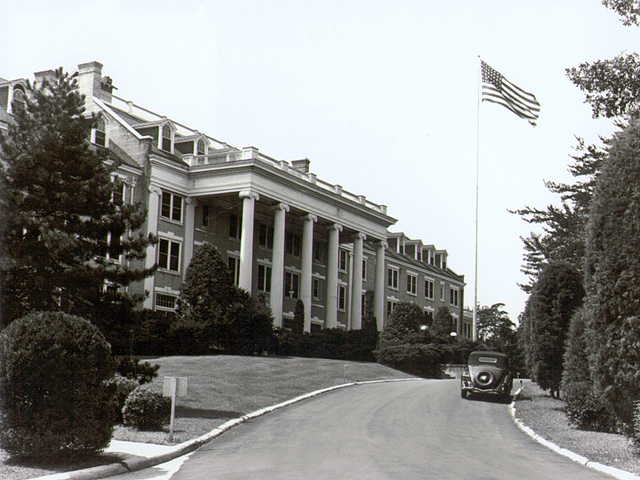
Арлінгтон-Хол, 1942

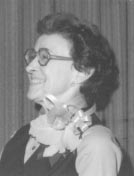
Творець «Венона», Джин Грабіл

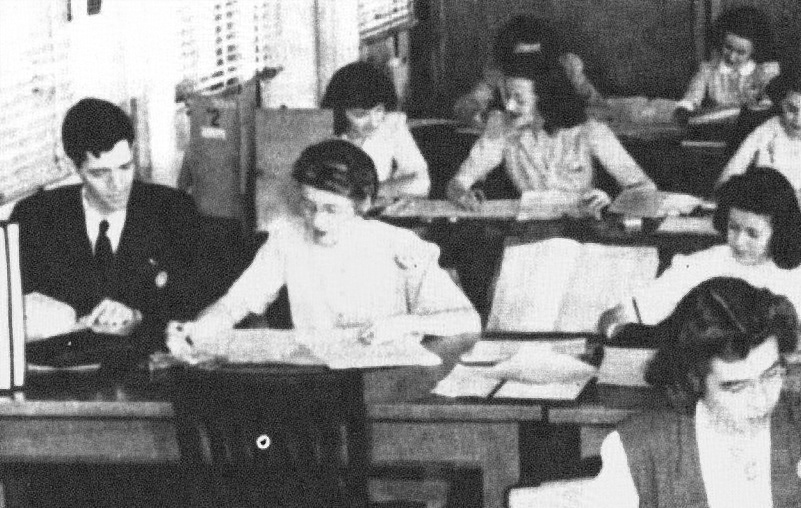
Мередіт Гарднер в Арлінгтон-холі

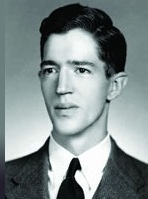
Мередіт Гарднер
1912—2002

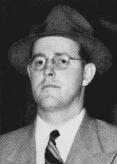
Роберт Лемфер
1918—2002

У 1930 році в США під керівництвом легендарного криптографа Вільяма Фрідмана в Арлінгтон-Холі (англ. Arlington Hall) була створена глибоко засекречена «Служба армійської радіорозвідки» (англ. U.S. Army's' Signals Intelligence Service). Агентству вдалося досягти значних успіхів у розшифровці передач. Найзначнішим досягненням був злом японського «Пурпурного коду». З розшифрованих повідомлень, які слали в Токіо японські військові аташе в Берліні і Гельсінкі, складалось враження, що фінські криптоаналітики досягли деяких успіхів у розшифровці радянських повідомлень. Це показало американським спецслужбам, що злом радянського шифру в принципі можливий.
В 1943 році Федеральна комісія зі зв'язку США конфіскувало незаконні радіопередавачі з радянських консульств, і в спецслужби США стали надходити у великій кількості зашифровані телеграфні повідомлення між консульствами та Москвою. Також, одразу по завершенню Другої світової війни, станції перехоплення у Великій Британії та Австралії змогли перехопити масу повідомлень радянських розвідувальних служб.
Проєкт «Венона» був розпочатий 1 лютого 1943 року за наказом голови Розвідувального управління армії США (G-2), Картера В. Кларка.
Кларк не довіряв Йосипу Сталіну та побоювався, що Радянський Союз підпише сепаратний мир з Третім Рейхом, що дозволить Німеччині зосередити сили проти Великої Британії та США.
Першим керівником на проєкті була Джин Грабіл (англ. Gene Grabeel). Основну масу співробітників представляли молоді жінки з інтересом до математики. Поступово відділ розширювався; найважливішим співробітником був Мередіт Гарднер, який до вербування в армію в 1940 році був професором лінгвістики. Гарднер вільно володів французькою, німецькою, грецькою, італійською, японською, латиною, литовською, іспанською та російською мовами. На додачу, він мав надзвичайні аналітичні здібності.
Іншими важливими співробітниками були лейтенант Фердинанд Кудерт (англ. Ferdinand Coudert), фахівець з слов'янських мов, який володів також французькою, німецькою, японською, та російською, болгарською і сербською мовами, капітан Вільям Сміт (англ. William BS Smith), колишній видавець, який володів французькою та бретонською мовою, а також криптографи Женев'єва Файнштейн (англ. Genevieve Feinstein), Сесіль Філліпс (англ. Cecil Phillips) і доктор Річард Ліблер.
Жодні класичні та нові методи криптоаналізу не могли нічого зробити проти шифру Вернама, поки Річард Халлок, який був до війни археологом, не довів, що радянські шифрувальники допускали повторне використання ключів. Перші передачі вдалося прочитати в 1944 році завдяки Сесіль Філіпсу, Женев'єві Файнштейн і Люсіль Кемпбелл (англ. Lucille Campbell). В 1946 році Мередіт Гарднер зміг прочитати повідомлення від 1944 року і зрозумів, що мова йде про ядерне шпигунство.
Проєкт був розширений. В 1947 році в курс справи було введено ФБР, яке на довгий період підключило до Мередіта Гарднеру свого офіцера Роберта Лемфера, який згодом написав перші мемуари про «Венона». З 1948 року почалась співпраця США і Великої Британії, тим більше, що деякі ядерні шпигуни були знайдені в Англії. Наприклад, Лемфер допитував Клауса Фукса у Великій Британії і зміг отримати від нього свідчення на зв'язкового Гаррі Голда (кличка «Раймонд»). «Венона» показала також, що невідомий агент «Барон» повідомляв у Москву з Англії результати перехоплень Енігми, хоча сам факт розшифровки Енігми був суворо засекречений. При цьому складалася парадоксальна ситуація: найбільший секрет розвідки США — розкриття радянських депеш, з яких стало відомо, що радянська розвідка знала найбільший секрет британської розвідки, який полягав в тому, що британці читали німецькі депеші.
З 1953 року участь у проєкті взяло й ЦРУ. Читання поширилося з листування НКВС також і на ГРУ і його військово-морський відділ. Найбільших успіхів, які мали практичне значення, було досягнуто 1948—1951 роках, коли були розкриті:
- Клаус Фукс
- Гаррі Голд
- Рут і Девід Грінгласи (англ. David and Ruth Greenglasses)
- Теодор Холл
- Юліус і Етель Розенберги
- Гай Берджесс
- Дональд Дюарт Маклін
- Кім Філбі
- Гаррі Декстер Вайт

Прогрес був досягнутий в 1953 році, коли з'явилась можливість використовувати напівобгорілу радянську книгу кодів, знайдену в Німеччині ще в 1945 році. 1960 року англійцям вдалося прочитати частину листування військово-морського відділу ГРУ. І нарешті, в 1960—1980 роках вдалося розшифрувати ще ряд старих повідомлень, які дозволили, в тому числі, отримати остаточні докази провини Розенбергів. На розкриття нових відомостей, які іноді представляли значний інтерес, був потрібний досить тривалий час. Так, в 1978—1980 роках вдалося розшифрувати ще 39 телеграм. Тим не менш, 1 жовтня 1980 року проєкт «Венона» був закритий — головним чином, через вік досліджуваного матеріалу.
Проєкт залишався офіційно засекреченим до 1995 року, хоча перші мемуари про нього вийшли в 1987 році.

## Технічний бік проєкту
У 1943 році Федеральна комісія зі зв'язку США, в рамках стеження за ефіром під час війни, виявило, що з радянських консульств в Сан-Франциско і Нью-Йорку ведеться несанкціонована радіопередача. Радіоапаратура була конфіскована, і персонал консульств перейшов на звичайний комерційний телеграф. Таким чином, власне перехоплення передач ніякої технічної складності не становило.
Як з'ясувалося згодом, передачі піддавалися подвійний шифровці. Перш за все, у повідомленні, зазвичай, не вживалися справжні імена людей або організацій, а тільки умовні назви. Писали не «президент Рузвельт», а «капітан», замість «секретар компартії Браудер» писали «керманич». Повідомлення потім переводилося за допомогою кодової книги в числа, тобто слова і букви замінювалися на числові коди. Потім застосовувався шифр Вернама (англ. One-time pad — схема одноразових блокнотів), який в теорії має абсолютну криптографічну стійкість. На практиці, шифр може бути скомпрометований неправильним використанням, якщо одноразовий ключ не цілком випадковий або якщо використовувався повторно, тобто, вже не будучи одноразовим. В 1942 році, в момент найбільшого напруження в СРСР, в НКВС з невідомої причини зробили помилку і склали книгу одноразових ключів, в якій зустрічалися повтори. Повтори спостерігалися аж до 1948 року, і припинилися, ймовірно, після того як радянські агенти Вільям Вайсбанд та Кім Філбі повідомили, що донесення радянської розвідки розшифровуються.
При процедурі шифрування відкритий текст перекладався на числа за допомогою кодової книги, потім об'єднувався операцією «виключне АБО» з ключем, який називають одноразовим блокнотом або шифроблокнотом. Якщо один і той же шифроблокнот застосований до двох відкритих текстів, неминуче з'являються статистичні закономірності. Скажімо, якщо застосувати операцію «виключне АБО» до двох текстів з однаковим шифроблокнотами, вийде два відкритих тексти, об'єднаних операцією «виключне АБО»; такий текст вже допускає частотний аналіз. Існувала думка, що одноразового повтору недостатньо для злому коду. Тим не менш, Річард Халлок, який виявив повтори, зміг просунутись в розшифровці коду. У 1944 році вдалось ідентифікувати початкові точки тексту і вперше розшифрувати деякі передачі. У 1946 році Мередіт Гарднер почав реконструкцію радянських одноразових блокнотів, він же прочитав перші повідомлення про ядерний проєкт. У 1947 році було розкрито деякі кодові імена агентів. Інші донесення залишилися невразливими до самого закриття проєкту в 1980 році.

## Огляд результатів
Відсоток успіху по роках:
| Рік  | розшифровано | джерело |
| ---- | ------------ | ------- |
| 1942 | 1,8 %        | НКВС    |
| 1943 | 15,0 %       | НКВС    |
| 1943 | 50,0 %       | ВМ ГРУ  |
| 1944 | 49,9 %       | НКВС    |
| 1945 | 1,5 %        | НКВС    |

Відсоток успішно розшифрованих депеш сильно залежить від року перехоплення. Крім того, багато повідомлень були розшифровані через помітний час після перехоплення, коли основний збиток від шпигунства вже був нанесений. Були перехоплені сотні тисяч повідомлень за період 1941-1945 років, тому діяльність учасників «Венона» на перших порах полягала в сортуванні і розподілі за джерелами, багато з яких великої важливості для контррозвідки не представляли. Найбільший інтерес викликали тисячі депеш НКВС та ГРУ, з яких вдалося прочитати в цілому всього близько 2900.
В наступні роки НКВС, можливо, попереджений агентами про злом, перестав використовувати ключі повторно, і можливість розшифровки була втрачена. Робота над старими шифровками тривала до 1980 року.

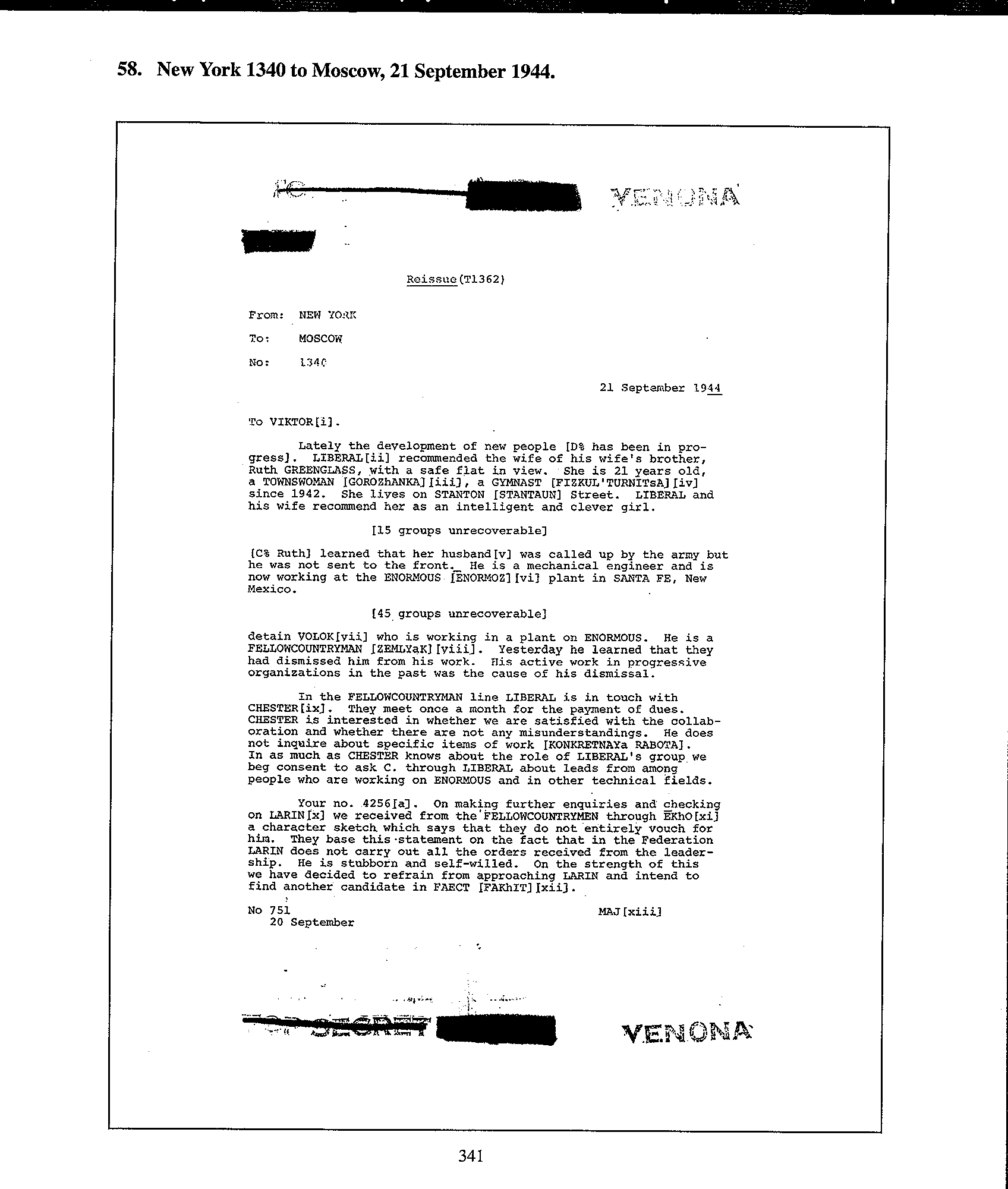
Причетність Розенбергів та Грингласівв. «Ліберал» та його дружина радять завербувати Рут Грінгласс

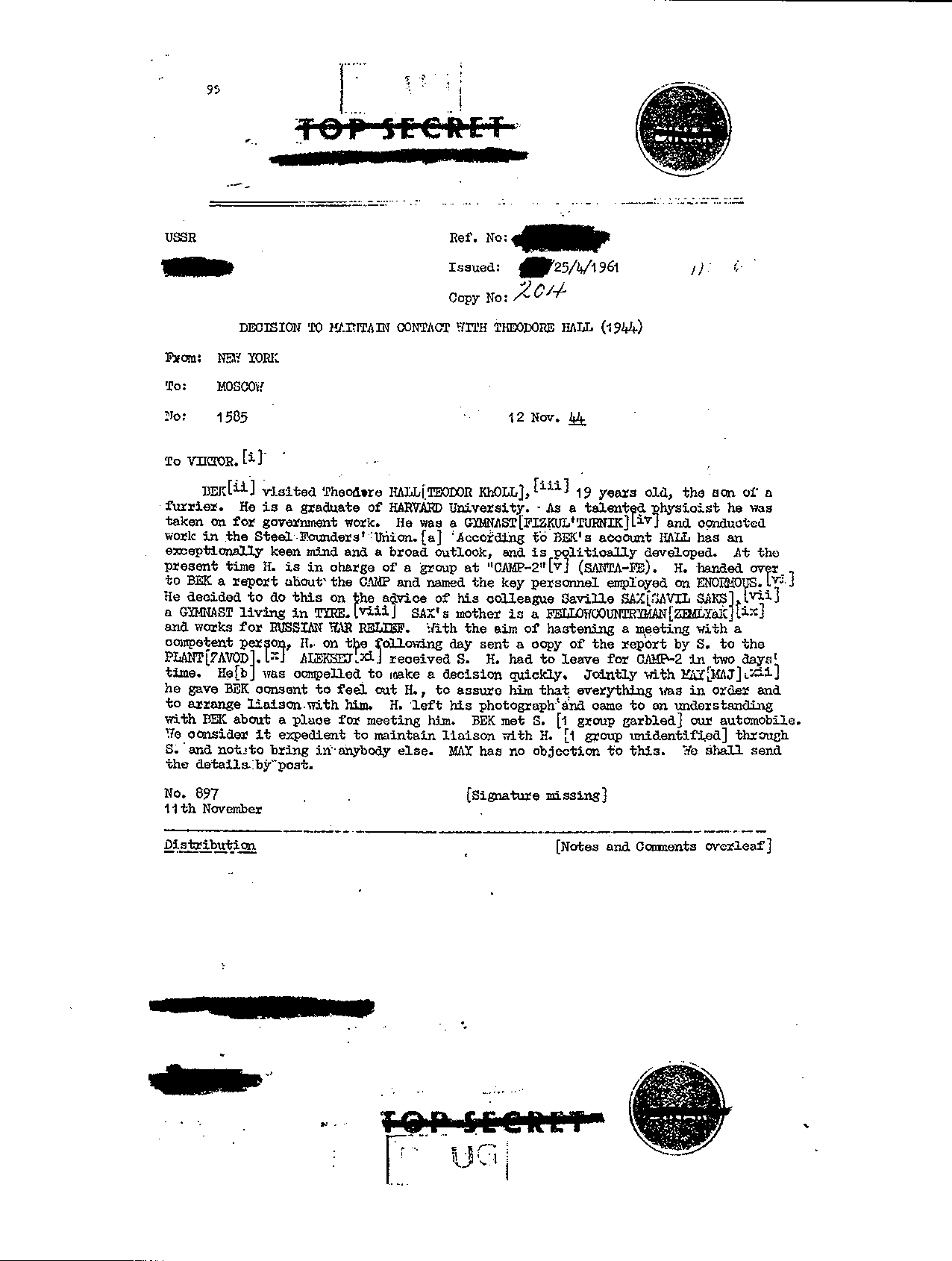
Депеша про вербування Теодора Холла

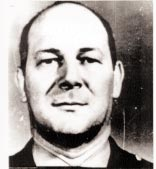
Вільям Вайсбанд, фахівець з російської мови на «Веноні»; його вважають радянським шпигуном на прізвисько «Ланка» (рос. «Звено»)

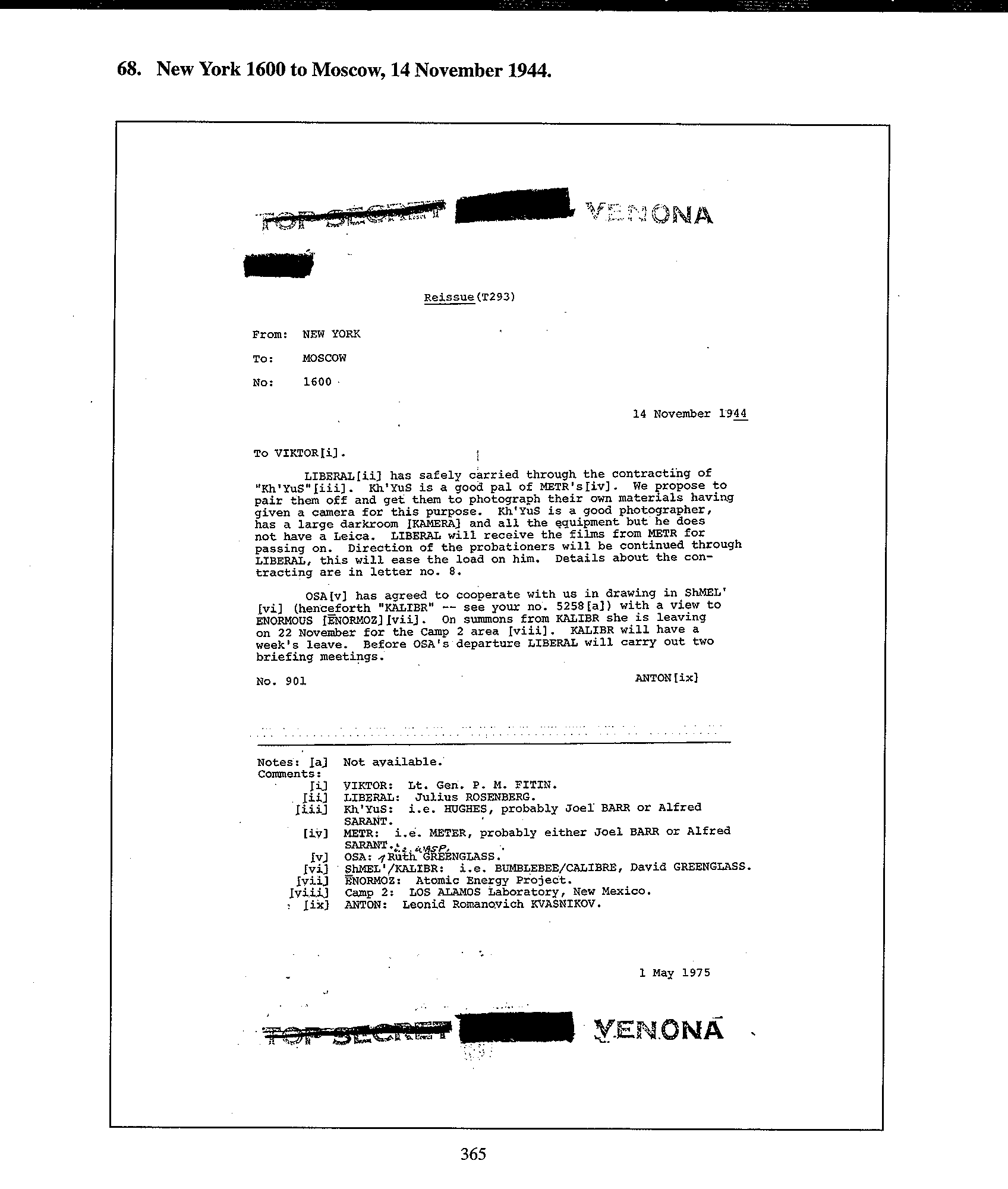
Ю. Розенберг («Ліберал») та таємне фотографування на Мангеттенському проєкті («Энормоз»), згадана Рут Грінгласс («Оса»)

Однією з найгучніших і важливих справ була справа про шпигунство, пов'язане зі шпигунською мережею Розенбергів. У 1949 році ФБР на підставі аналізу перехоплених і розшифрованих депеш змогло встановити, що агенти під кодовою назвою «Рест» і «Чарльз» є одна і та сама особа — фізик Клаус Фукс. Того ж року він був заарештований. На слідстві Фукс зізнався в шпигунстві і видав зв'язкового — Гаррі Голда. Через брак кур'єрів Гаррі Голд відповідав за зв'язок з Девідом Грінглассом, який працював на ядерному проєкті «Мангеттен». На підставі показань Гаррі Голда та аналізу радіограм у ФБР зробили висновок, що саме Грінгласс — агент «Калібр». У 1950 році Грінгласс був заарештований і видав свого шурина — Юліуса Розенберга. Того ж року ФБР змогло дійти висновку, що агенти на прізвисько «Ліберал» і «Антена» є одна особа — Юліус Розенберг, і що саме він стоїть на чолі шпигунської мережі. В нелегальній діяльності були замішані дружина Грінгласса Рут, а також дружина Юліуса Розенберга Етель (до шлюбу Грінгласс), вона ж сестра Грінгласса. В той час, окрім свідчень Грінгласса, не було сильних доказів провини Етель і Рут. Оскільки Грінгласс був зацікавлений в результаті справи, багато свідків висловлювали сумніви у винуватості Етель або навіть Юліуса Розенберга. Самі Розенберги заперечували свою провину, а на питання про комуністичні переконання відмовлялися відповідати, використовуючи П'яту поправку до Конституції. Відмова від співпраці зі слідством і ряд інших обставин привели їх на електричний стілець.
Після публікації документів «Венона» в 1995 році стало неможливим говорити про невинність Розенбергів, оскільки в депешах їх активність ясна. Питання про ступінь провини кожного з учасників і, особливо, справедливої міри покарання не може, природно, бути вирішене технічними засобами. У підсумку, Розенберги залишилися єдиними американцями, страченим за шпигунство в роки «холодної війни». Теодор Холл, вина якого була доведена тільки даними «Венона», взагалі залишився непокараним і зробив успішну наукову кар'єру. Мередіт Гарднер, зусиллями якого Розенберги були викриті, говорив, що він — проти смертної кари: «Ці люди хоча б вірили в те, що робили». Офіцер-ветеран ФБР Роберт Лемфер, який працював з Гарднером, рекомендував тюремне ув'язнення для Етель Розенберг, а для Юліуса Розенберга — страту, але тільки в тому випадку, якщо він не почне співпрацювати зі слідством. У разі визнання Розенбергів Лемфер розраховував віддати під суд за шпигунство ще близько п'ятнадцяти осіб. Проти смертної кари для Етель Розенберг був навіть директор ФБР Джон Едгар Гувер. Зізнання Розенбергів чекали до останньої хвилини. Вже після винесення вироку Розенбергу агенти ФБР конфіденційно повідомили судді Ірвингу Кауфману найбільшу таємницю перехоплення і розшифровки повідомлень, з яких випливало, що Юліус був головою розвідувальної мережі, а Етель не могла не знати про це. Цікаво, що ФБР не повідомило про це до винесення вироку, щоб не впливати на судове рішення, але повідомило після, щоб дати судді деяке душевне полегшення після винесення такого суворого вироку. «Венона» не довела прямої провини Етель, і вона не мала кодового імені. Професійний розвідник О. С. Феклісов згадував Етель у мемуарах. Феклісов перед зустріччю з Юліусом зайшов в магазин, і якщо Етель теж там, значить явка безпечна. Феклісов теж стверджує, що Етель знала про шпигунську діяльність чоловіка, але, по суті справи, не брала участь в ній.
Проєкт «Венона» в цілому треба вважати успішним, а враховуючи складність системи шифрування, навіть дуже успішним. Успіх, однак, стосувався лише кількох років. Вже невдовзі центр був попереджений. Згідно з ЦРУ, це зробили Вільям Вайсбанд та Кім Філбі. Ім'я Вайсбанда, маловідомого широкій публіці, було зазначено ФБР Дж. О. Йорком, кодове ім'я «Голка» (рос. «Игла»). Вайсбанд був консультантом з російської мови і мав доступ до багатьох частин проєкту «Венона». Мередіт Гарднер згадував згодом, що Вайсбанд особливо цікавився розшифровкою радянських депеш, знаходився в кімнаті, коли Гарднер зміг прочитати першу телеграму. Проти Вайсбанда не було доказів; його вдалось засудити лише на рік ув'язнення за неповагу до суду.
Кім Філбі рано дізнався про проєкт «Венона». Він встиг попередити Макліна та Берджеса та втік сам, тому його ідентифікація проєктом «Венона» дещо забарилась.